# Palca (distrito de Huancavelica)
Palca é um distrito do Peru, departamento de Huancavelica, localizada na província de Huancavelica.

## Transporte
O distrito de Palca é servido pela seguinte rodovia:
- HV-128, que liga a cidade de Huancavelica ao distrito de Huando
- HV-129, que liga a cidade de Palca ao distrito de Huando
- PE-26, que liga o distrito de Chincha Alta (Região de Ica) à cidade de Izcuchaca (Região de Huancavelica) [1][2][3]